# Managed Service Provider
En Managed Service Provider (MSP) er typisk en informationsteknologisk udbyder, der forvalter og er ansvarlig for at levere en bestemt type tjenester til deres kunder, enten proaktivt eller fordi de (ikke kunden) skønner, at det er nødvendigt . De fleste MSP-virksomheder opkræver en fast månedlig regning, hvilket oftest gavner kunderne ved at give dem forudsigelige omkostninger.
Mange MSP-virksomheder leverer deres primære tjenester ved fjernadgang over internettet i stedet for at skulle udføre på kundebesøg på stedet, noget der normalt er både tidskrævende og dyrt. MSP-ydelser omfatter fjernnetværk, desktop- og sikkerhedsovervågning, patch-management og fjerntliggende data backup, samt teknisk bistand.
Managed services blev før i tiden oftest udbudt af store it-supportfirmaer, som det tidligere selskab EDS (Electronic Data Systems), der nu ejes af HP, IBM Global Services, TCS og Centerbeam. Modellen er i dag tilpasset små og mellemstore virksomheder.
Nogle af pionererne inden for hvad der er i dag er kendt som Managed Services, omfatter X-ISS (Houston, TX), Dynamic Digital Services (Philadelphia, PA), IPsoft (New York, NY), Software Development Technologies (Los Altos, CA), Apex IT Group (Philadelphia, PA), Architel (Dallas, TX), SWC Technology Partners (Chicago), RPA Houston / RPA Global (Houston), Alvaka Networks, (Irvine, CA), Dynasis (Atlanta), Altuscio Networks (Atlanta) , Techlinx (Atlanta), Centerpoint (Atlanta), MicroMenders (San Francisco Bay Area), SLPowers (South Florida), InCompass IT (Minneapolis), Corporate Technologies, LLC (Minneapolis), IQ Systems (Reno, NV), Panurgy (NY / NJ), Andor Systems (NSW, Australien), Connecting Point (Las Vegas), JWCS (Seattle) og MIAD (Markham, On).
Managed Services Providers tilbyder typisk flere prisstrukturer. Mest almindeligt er et pr.måned-gebyr, men MSP-virksomheder kan også opkræve regninger ved hjælp af en tid og materiale-model, samt pris pr. desktop, server eller netværksenhed. Mod dette gebyr, vil MSP-virksomheder overvåge deres klienters it-infrastruktur og løse eventuelle problemer der måtte opstå inden for denne. Dette giver ro i sindet og forudsigelige omkostninger for kunden (og forudsigelige indtægter til MSP-udbyderen). Administrerede tjenester er ofte set på som en måde for små og mellemstore virksomheder til at outsource deres it-behov til en lavere pris, frem for at opbygge en in-house IT-supportafdeling.